# Katsuhito Ishii
Katsuhito Ishii (石井 克人, Ishii Katsuhito), né le 31 décembre 1966 dans la préfecture de Niigata, est un réalisateur et scénariste japonais

## Filmographie

### Comme réalisateur
- 1998 : Shark Skin Man and Peach Hip Girl (鮫肌男と桃尻女, Samehada otoko to momojiri onna?)
- 2000 : Party 7
- 2003 : Trava: Fist Planet (film d'animation)
- 2004 : The Taste of Tea (茶の味, Cha no aji?)
- 2005 : Funky Forest: The First Contact (ナイスの森〜The First Contact〜, Naisu no mori: The First Contact?), coréalisé avec Hajime Ishimine (ja) et Shun'ichirō Miki (ja)
- 2008 : My Darling of the Mountains (山のあなた〜徳市の恋〜, Yama no anata: Tokuichi no koi?)
- 2008 : Sorasoi (そらそい?) co-réalisé avec Shun'ichirō Miki (ja) et Yūka Ōsumi
- 2011 : Smuggler (スマグラー -おまえの未来を運べ-, Sumagurā: Omae no mirai o hakobe?)

### Comme scénariste
- 2010 : Redline (レッドライン?) de Takeshi Koike (film d'animation)

## Distinctions
- Prix du public et prix du meilleur film étranger lors du festival du film Entrevues à Belfort 2004 pour The Taste of Tea
- Orient Express Award (mention spéciale) lors du festival international du film de Catalogne 2004 pour The Taste of Tea
- Prix de la jeunesse lors du festival international du film fantastique de Neuchâtel 2004 pour The Taste of Tea[1]
- Prix du meilleur film lors du festival international du film d'Hawaii 2004 pour The Taste of Tea